# Железнодорожный район (Рязань)
Железнодоро́жный район — административно-территориальная единица города Рязани.

## История
В соответствии с Указом Президиума Верховного совета РСФСР от 23.06.1951 г., Исполнительный комитет Рязанского городского Совета депутатов трудящихся (решение № 5351 от 03.07.1951 г.) образовал в городе Рязани три района, в том числе и Железнодорожный. На основании Указа Президиума Верховного совета РСФСР № 372 от 31.03.1972 года в городе Рязани был образован Московский район (этот участок ранее относился к Железнодорожному району).

## Население
| 2002     | 2009     | 2010     | 2012     | 2013     | 2014     | 2015     |
| -------- | -------- | -------- | -------- | -------- | -------- | -------- |
| 140 336  | ↘136 206 | ↗139 738 | ↗139 949 | ↗140 223 | ↗141 197 | ↘140 942 |
| 2016     | 2017     | 2018     | 2019     | 2020     | 2021     | 2023     |
| ↘140 941 | ↗141 005 | ↘140 807 | ↗141 068 | ↘139 614 | ↘120 745 | ↘119 463 |

## География
В состав Железнодорожного района входят следующие городские микрорайоны: 
- Божатково
- Городская роща
- Дашки
- Дашки-военные
- Железнодорожный
- Михайловский
- Октябрьский городок
- Ситники
- Сысо́ево
- Храпово
- Южный
- Промышленные узлы:
  - Южный
  - Юго-Западный

### Основные улицы
- Михайловское шоссе
- Московское шоссе
- Первомайский проспект
- Окружная дорога
- ул. Высоковольтная
- ул. Вокзальная
- ул. Гагарина
- ул. Дзержинского
- ул. Ленинского Комсомола
- ул. Остро́вского
- ул. Ситниковская
- ул. Стройко́ва
- ул. Сысо́евская
- ул. Татарская
- ул. Черновицкая
- ул. Чкалова

## Топонимы
Новопавловская роща. До Октябрьской революции в местности парка Новопавловская роща располагалась дача Рязанского архиерейского дома.
В 20 годах прошлого века на территории Новопавловской рощи был организован колхоз Новопавловка Рязанского исправдома. 
В последующие годы на Новопавловке находилось подсобное хозяйство треста столовых, завода Рязсельмаш, психбольницы и горпитомника. В питомнике треста зеленого строительства на Новопавловке  продавали саженцы плодовых и декоративных деревьев и кустарников.
Рюмина роща. В местности Рюминой рощи расположен Центральный парк культуры и отдыха. Название Рюминой рощи образовано по расположению усадьбы купца  Гаврилы Васильевича Рюмина в сельце Подроща. В начале 20 века бывшая усадьба Рюмина была во владении Рязанского городского общественного управления.